# 法蘭克福學派
法兰克福学派是以德国法蘭克福大學的「社會研究中心」為中心的一群社會科學學者、哲學家、文化批評家所組成的学术共同体。被認為是新馬克思主義、西方马克思主义的一支。
其主要的人物包括第一代的狄奧多·阿多諾、赫伯特·马尔库塞、麦克斯·霍克海默、艾瑞克·弗洛姆、瓦尔特·本雅明；第二代哈贝马斯等人。

## 观点
德国法兰克福学派横跨了从法西斯主义德国到消费社会的美国这样两个典型的社会脈絡，其理论诞生于1923年，以批判的社会理论著称。
1950年代以后，他们认为由于工业和科技的发展，资本主义社会已逐渐变成“富裕社会”、“发达的工业社会”，马克思主义的工人阶级贫困化理论已经过时，所以提出新的理论，认为工人阶级富裕起来以后不再是革命的动力，现在的革命力量是所谓的“新左派”，包括怀有激进情绪的学生、青年知识分子以及某些受到排挤和被遗弃的社会阶层。同时认为现在的革命已不是社会革命，而是心理的或本能结构的革命，因为人的本能受到各种社会文化抑制，不能自由发展，所以处于“异化”状态，而要克服这些就要有非抑制的文化，建立一个没有冲突的社会。
他們最大的特色，在於建立所謂的批判理論。相較於傳統社會科學要以科學、量化的方式建立社會經濟等等的法則規律，他們則更進一步要探討歷史的發展以及人的因素在其中的作用。阿多諾提出的文化工業、马尔库塞提出“单向度的人”、哈贝马斯提出的溝通理性等，都是批判理論的重要概念之一。
在二次戰法西斯統治脈絡下各派新馬克思主義的討論，先前的學者基本上都拋棄了正统馬克思主义的「基础決定上層建筑」的機械說法，但是葛蘭西與第一代法蘭克福學派同樣走向鬆綁「決定」，擴大「制約」的路。

## 代表著作
- 霍克海姆：《现代艺术和大众文化》
- 狄奧多·阿多諾：《否定辩证法》、《审美理论》、《启蒙辩证法》（与霍克海姆合著）
- 马尔库塞：《单向度的人》
- 哈贝马斯：《沟通行动理论》